# Lipnica (Szamotuły)
Pour les articles homonymes, voir Lipnica.
Lipnica (prononciation : [lipˈnit͡sa]) est un village polonais de la gmina de Szamotuły dans le powiat de Szamotuły de la voïvodie de Grande-Pologne dans le centre-ouest de la Pologne.
Il se situe à environ 9 kilomètres au sud-ouest de Szamotuły (siège de la gmina et du powiat), et à 36 kilomètres au nord-ouest de Poznań (capitale de la Grande-Pologne).

## Histoire
De 1975 à 1998, le village faisait partie du territoire de la voïvodie de Poznań.

Depuis 1999, Lipnica est situé dans la voïvodie de Grande-Pologne.
Le village possède une population de 608 habitants en 2009.